# Eugenio Granell
Pour les articles homonymes, voir Fernández et Granell.
Eugenio Fernández Granell, né à La Corogne le 28 novembre 1912 et mort à Madrid le 24 octobre 2001 , est un peintre et écrivain espagnol représentant le surréalisme tardif et de tendance abstraite. Il a joué un rôle dans la diffusion du surréalisme en Amérique centrale.

## Biographie
Violoniste de formation, il dirige en 1936 El Combatiente Rojo, le journal du POUM et collabore aux revues POUM et La Nueva Era, puis en 1937 à la revue Hora de España. Pendant la Guerre civile espagnole, il fait la connaissance de George Orwell à Barcelone, de Wilfredo Lam à Madrid et se lie d'amitié avec Benjamin Peret qui commentera son œuvre dans la préface du catalogue À la hauteur du cri.
Après la victoire de Franco, il s'exile au Caraïbes entre 1940 et 1946. En 1941, il rencontre André Breton à Saint-Domingue et ils réalisent ensemble des cadavres exquis et un entretien publié dans La NaciO'n. Ils se rencontrent une seconde fois en 1946. À Saint-Domingue, il est rédacteur de la revue La Poesía Sorprendida (1943) et décorateur de théâtre avant de se consacrer à la peinture. Il y rencontre d'autres artistes exhilés comme Josep Gausachs et José Vela Zanetti.
Il séjourne ensuite au Guatemala (1946-1950) et à Porto Rico (1950-1956) où il organise une exposition surréaliste en 1954.
De 1957 à 1985, il s'installe à New York et y devient docteur de la New School for Social Research et professeur de littérature espagnole du Brooklin College de l'université de la Ville de New York.
En 1995, il crée la Fondation Eugenio Granell à Saint-Jacques-de-Compostelle, une institution entièrement consacrée au surréalisme et riche, outre ses propres œuvres, de 600 œuvres de Picabia, Duchamp, Man Ray et Breton.
Après avoir reçu en 1994 la Médaille d'or du mérite des beaux-arts par le Ministère de l'Éducation, de la Culture et des Sports, il reçoit en 1999 la Médaille d'Or du Círculo de Bellas Artes.

## Sélection de peintures
Huiles sur toiles exposées à la Fondation Eugenio Granell, sauf mention contraire.
- Jinete del aire, 1944, huile sur carton, 26 × 20 cm
- Las galas de Nadja, 1950, 24 × 32 cm
- El rey y la reina buscan a Marcel Duchamp, 1957, 71 × 92 cm
- Preparación del viaje nocturno, 1981, 46,1 × 76,2 cm
- Preparación de la caravana monaca, 1993, 104,9 × 81 cm

## Essais
- (es) Lo que sucedió, édition illustrée, Anthropos Editorial, 1989,  (ISBN 8476581513 et 9788476581513)
- (es) Ensayos, encuentros e invenciones, édition	illustrée, Huerga Y Fierro Editores, 1998,  (ISBN 8483740613 et 9788483740613)
- (es) Isla cofre mítico, rééd. Huerga Y Fierro Editores, 1995,  (ISBN 8476833946 et 9788476833940)